# Говоруново
Говоруново (укр. Говорунове) — село, Ямпольская поселковая община, Ямпольский район, Сумская область, Украина.
Код КОАТУУ — 5925680402. Население по переписи 2001 года составляло 81 человек .

## Географическое положение
Село Говоруново находится у истоков реки Шостка, ниже по течению на расстоянии в 4,5 км расположено село Гремячка. На расстоянии в 3 км расположено село Воздвиженское.